# Paul Pei Junmin
Paul Pei Junmin (chiń. 裴軍民; ur. 2 lutego 1969) – chiński duchowny katolicki, arcybiskup metropolita Shenyang od 2008.

## Życiorys
Święcenia kapłańskie otrzymał 31 maja 1992.
Wybrany biskupem koadiutorem biskupa Piusa Jin Peixian. Sakrę biskupią przyjął z mandatem papieskim 7 maja 2006. 29 czerwca 2008 został arcybiskupem metropolitą Shenyang.